# Église Notre-Dame de Monségur
Pour les articles homonymes, voir Église Notre-Dame.
L'église Notre-Dame de Monségur est une église catholique  située dans la commune de Monségur, dans le département de la Gironde, en France.
Elle fait l'objet d'une protection au titre des monuments historiques.

## Localisation
L'église se trouve en centre ville, à l'angle de la rue de l'Église et de la rue des Victimes-du-3-Août, à proximité immédiate de la place Robert-Darniche, place principale de la ville avec halle et arcades.

## Historique
L'édifice, initialement construit au XIIIe siècle, a été remanié et agrandi de façon importante au cours des siècles suivants et surtout au   XIXe siècle et n'a conservé que son abside d'origine.
L'édifice a été inscrit au titre des monuments historiques par arrêté du 21 décembre 1925.

## Galerie

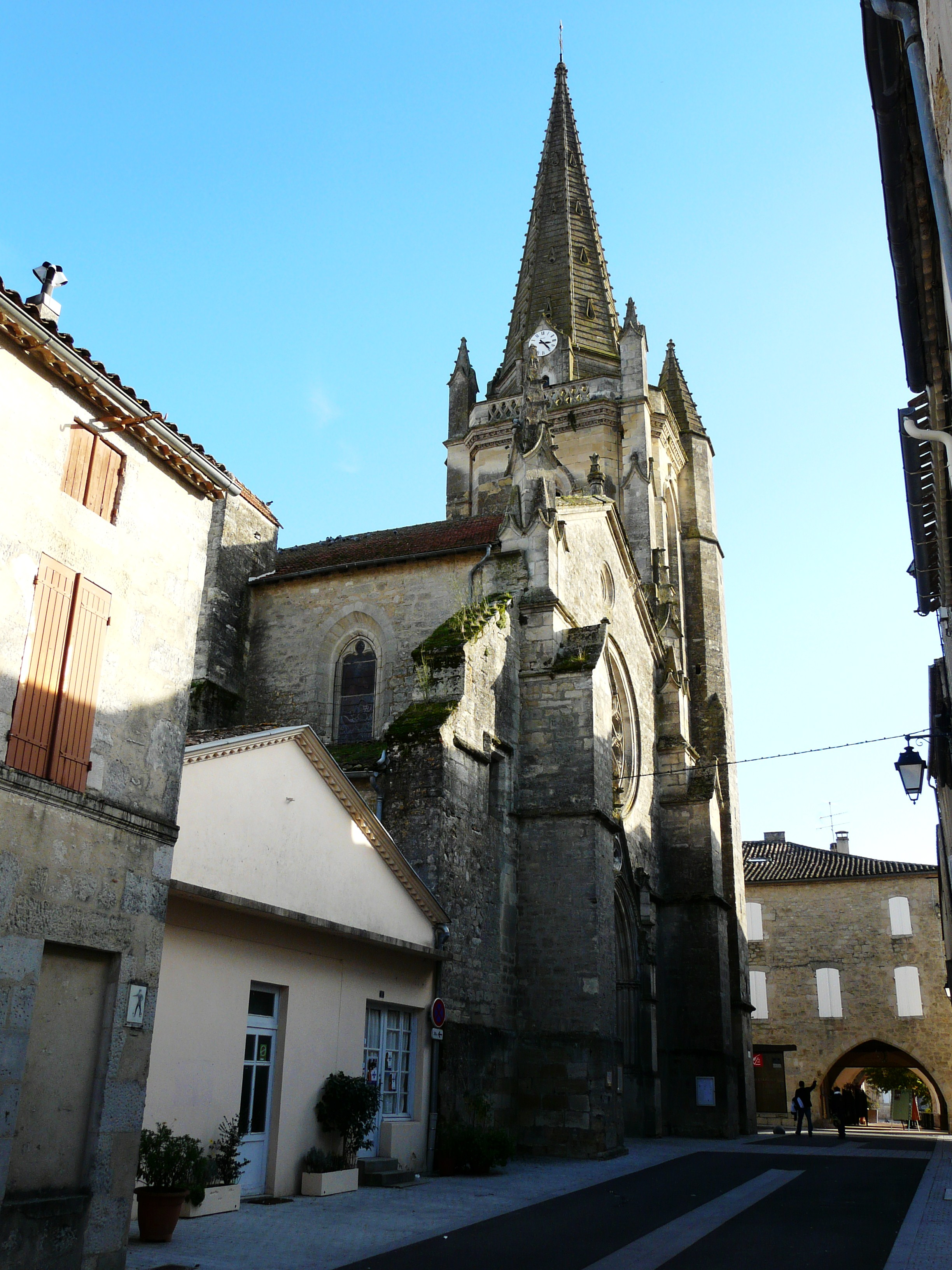
Vue nord, rue de l'Église (nov. 2008)
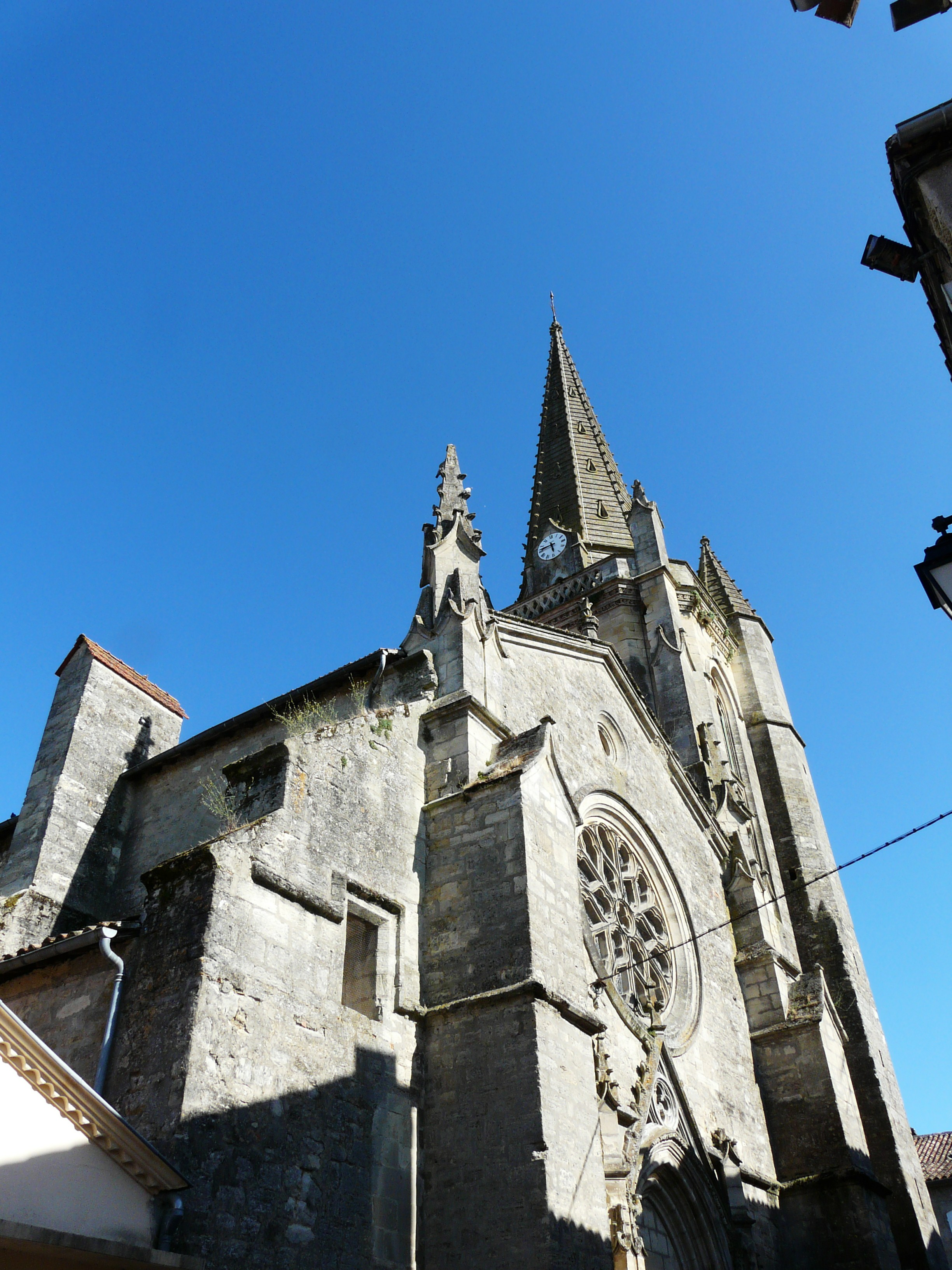
Vue nord (nov. 2008)
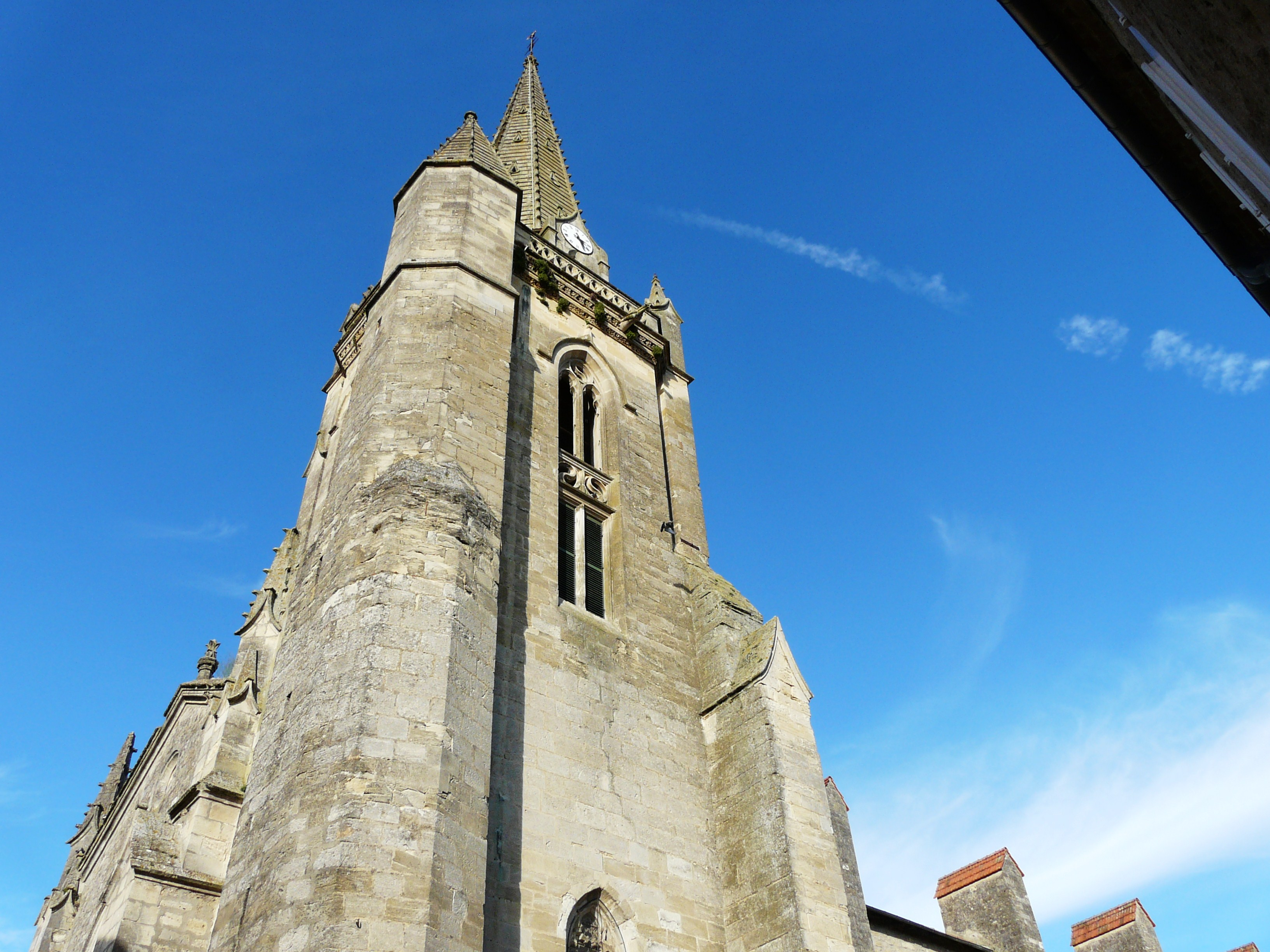
Le clocher (nov. 2008)
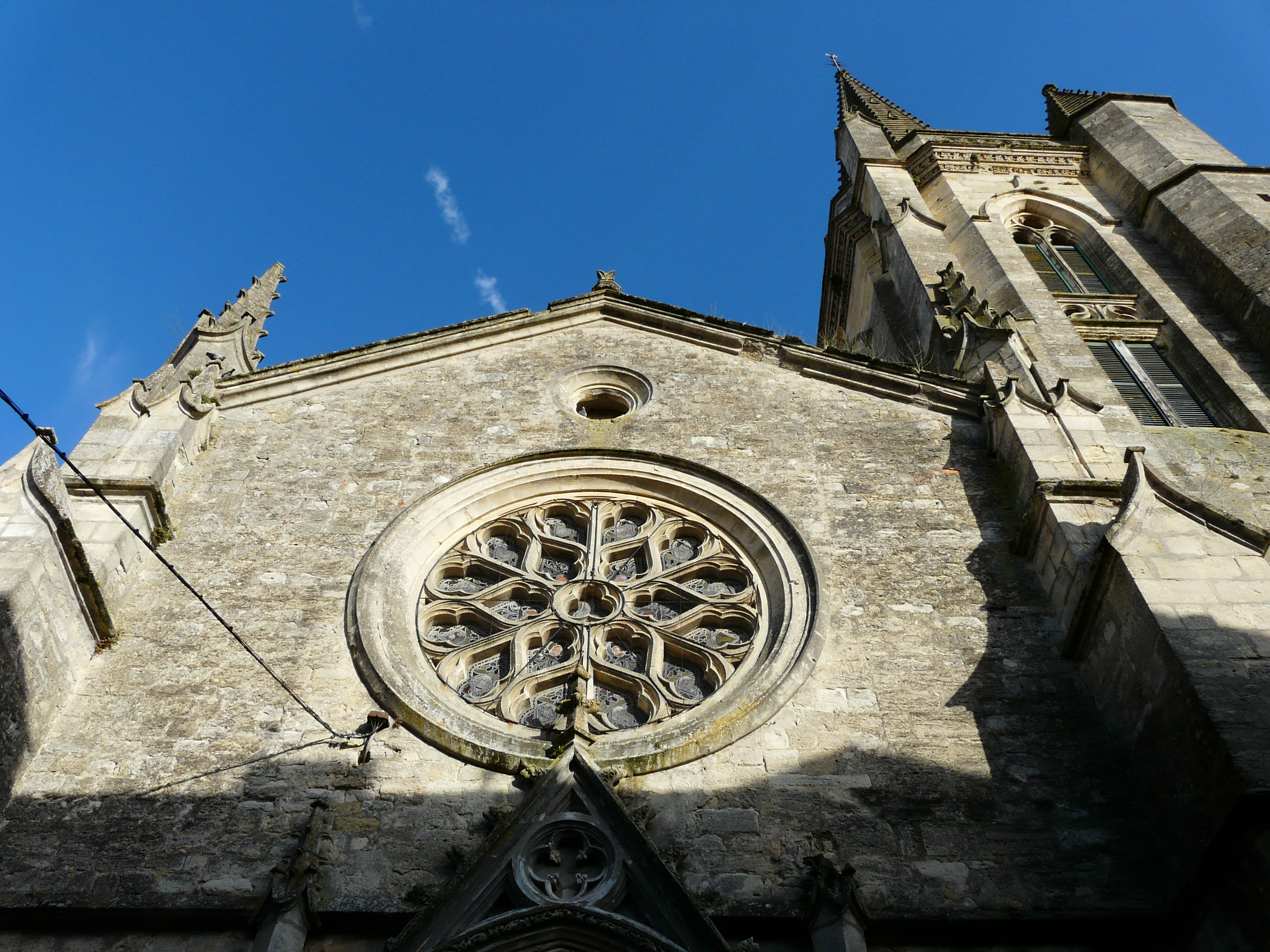
Façade ouest, rosace et clocher (nov. 2008)

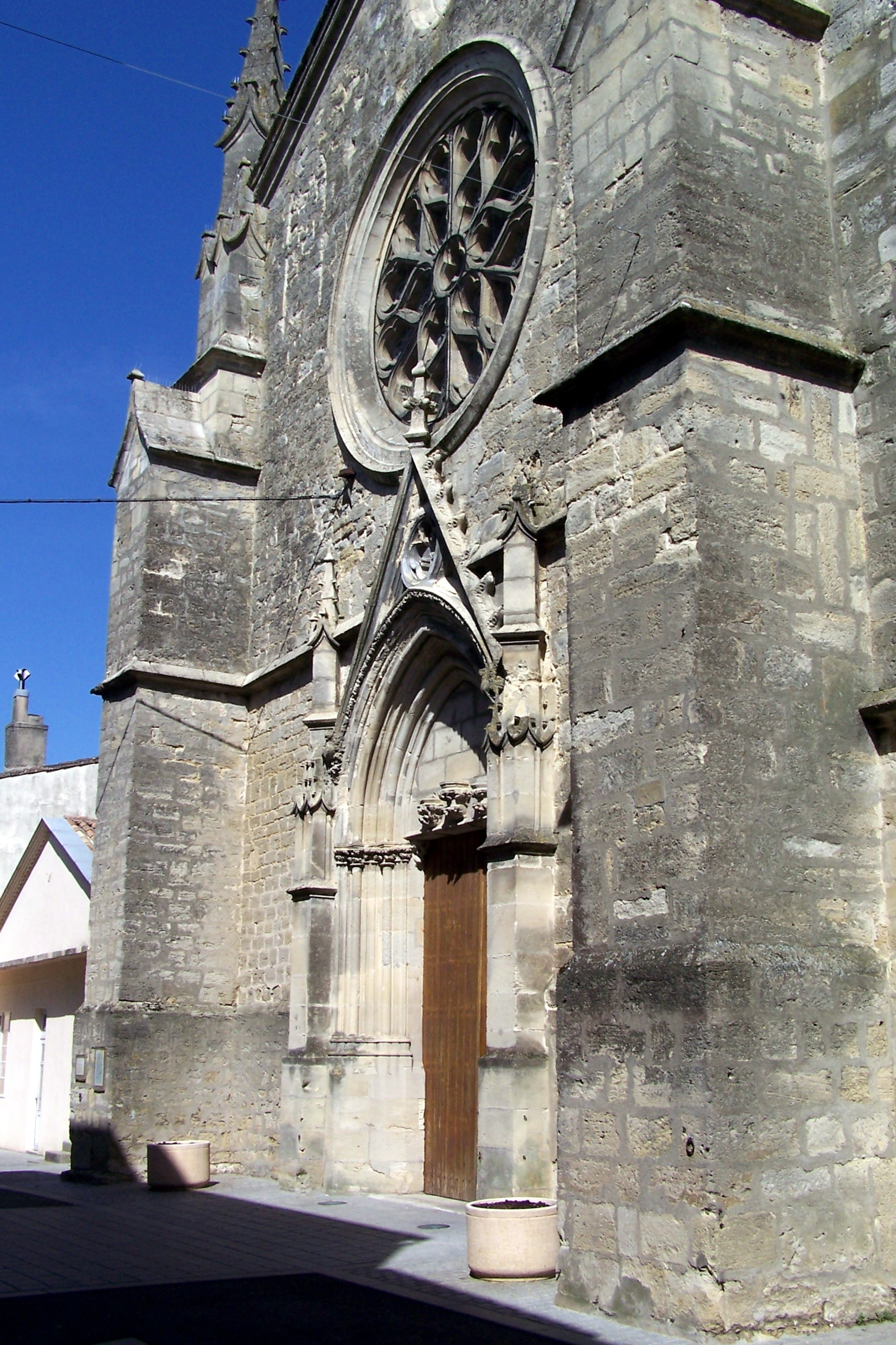
Façade ouest, portail et rosace (mars 2012)
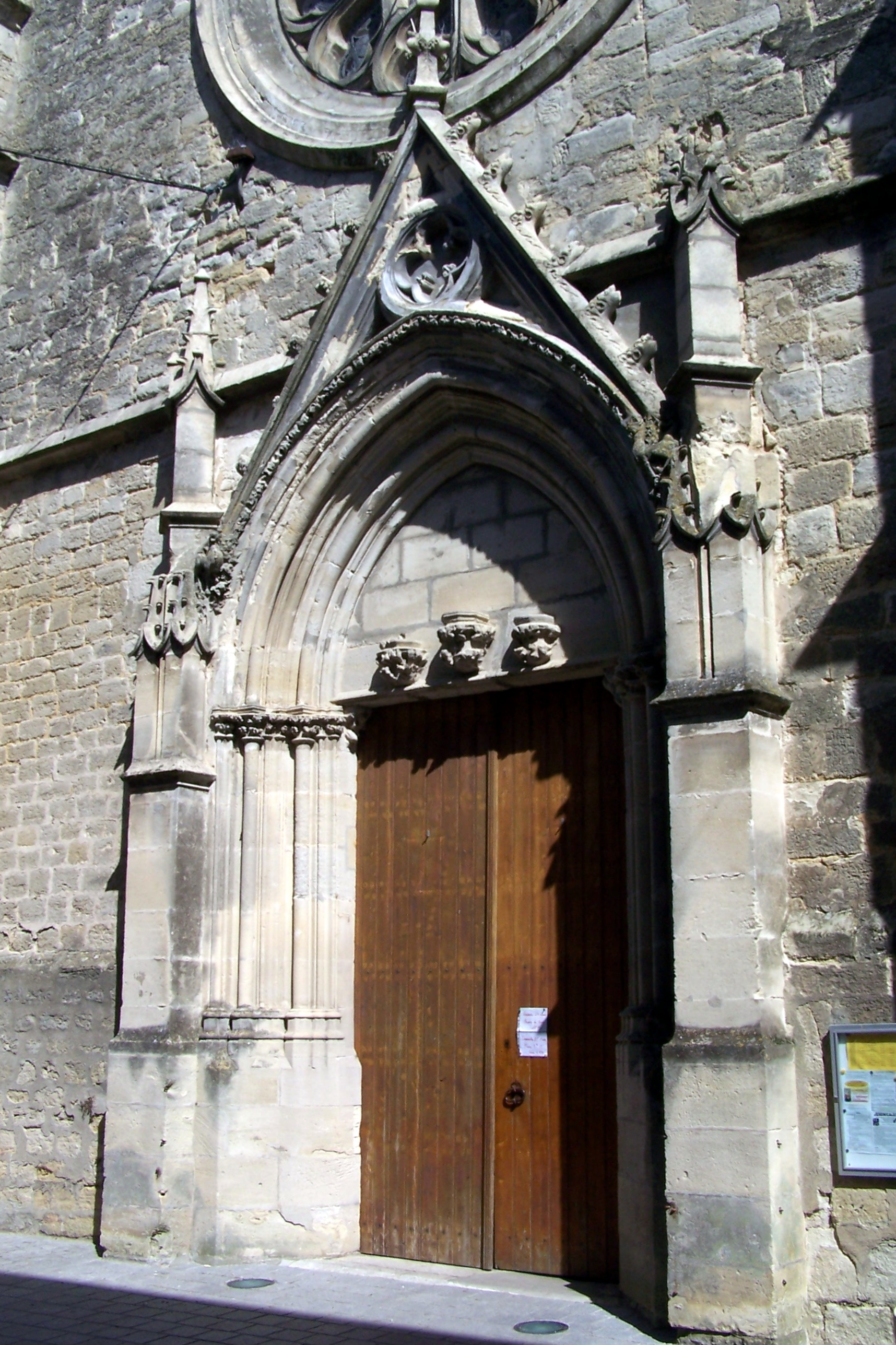
Façade ouest, portail (mars 2012)
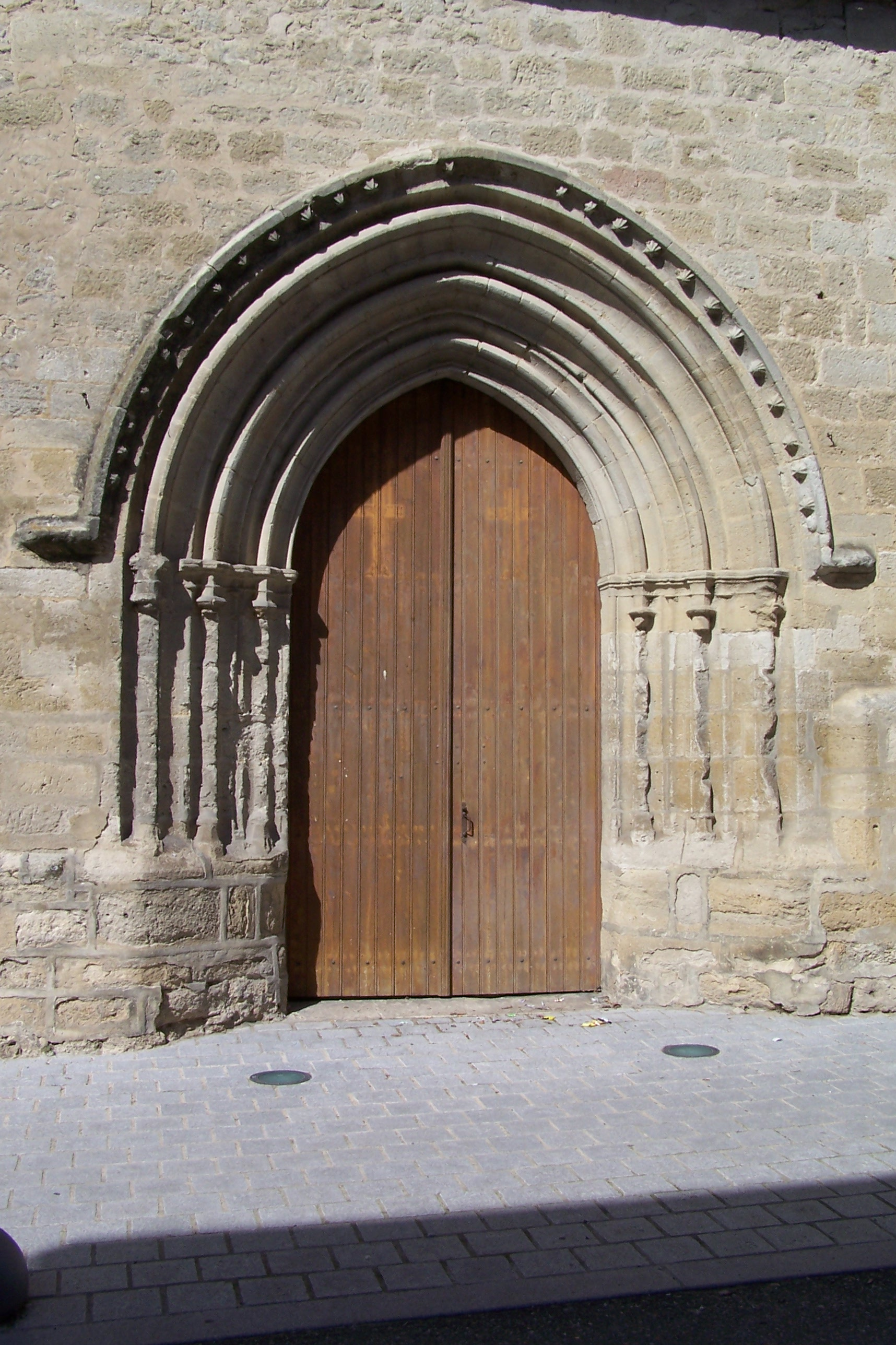
Façade sud, portail (mars 2012)